# Консорція (біологія)
Цей термін має інші значення. Див. Консорція (значення).

Консорція (від англ. Consortium — співучасть, співтовариство) — елементарна одиниця екосистеми, угруповання, яке базується на трофічних, топічних, фабричних, форичних та медіопатичних взаємозв'язках між організмом-детермінантом консорції та організмами-консортами різних концентрів. Консорції  поділяються на гетеротрофно  детерміновані  або автотрофно  детерміновані.
Гетеротрофно детерміновані консорції — це угруповання популяцій живих організмів, що виникли довкола особини або популяції певного виду тварин.
Автотрофно детерміновані консорції — це угруповання популяцій живих організмів, що виникли довкола особини або популяції певного виду рослин. 
Якщо  ядром  консорції  є  особина,  то  таку  консорцію називають  індивідуальною.  Відповідно,  індивідуальні  консорції  об’єднують  у популяційні  або  інші (видові,  родові,  біоморфні).  За походженням  консорції можуть бути первинними  та вторинними,  а  за  складом консортів (організмів,  які пов'язані з детермінантом) – повно- і неповночленними.